# 핀슬러 다양체
미분기하학에서 핀슬러 다양체(영어: Finsler manifold)는 리만 다양체의 일반화이다. 각 접공간 위에 양의 정부호 대칭 쌍선형 형식이 주어진 리만 다양체와 달리, 대신 (일반화) 노름이 주어진다.

## 정의
매끄러운 다양체 {\displaystyle M} 위의 접다발 {\displaystyle TM} 위의 핀슬러 함수(영어: Finsler function)는 다음 조건을 만족시키는 함수
{\displaystyle F\colon TM\to [0,\infty )}
이다.
- {\displaystyle F}는 {\displaystyle TM\setminus M} 위에서 매끄러운 함수이다.
- {\displaystyle (x,v)\in TM}에 대하여, 만약 {\displaystyle v=0}이라면 {\displaystyle F(x,v)=0}이며, {\displaystyle v\neq 0}이라면 {\displaystyle F(x,v)>0}이다.
- (동차성) 임의의 {\displaystyle \lambda \in \mathbb {R} ^{+}} 및 {\displaystyle x\in M} 및 {\displaystyle v\in T_{x}M}에 대하여, {\displaystyle \lambda F(x,v)=F(x,\lambda v)}
- (준가법성) 임의의 {\displaystyle x\in M} 및 {\displaystyle u,v\in T_{x}M}에 대하여, {\displaystyle F(x,u+v)\leq F(x,u)+F(x,v)}

핀슬러 함수를 갖춘 매끄러운 다양체 {\displaystyle (M,F)}를 핀슬러 다양체라고 한다.
만약 핀슬러 다양체 {\displaystyle (M,F)}에 대하여, 임의의 {\displaystyle (x,v)\in TM}에 대하여 {\displaystyle F(x,v)=F(x,-v)}라면 이를 가역 핀슬러 다양체(영어: reversible Finsler manifold)라고 한다. 가역 핀슬러 함수는 다양체의 각 접공간 위에 노름을 정의한다.

### 거리와 측지선
핀슬러 다양체 {\displaystyle (M,F)} 위의 매끄러운 곡선 {\displaystyle \gamma \colon [a,b]\to M}의 길이(영어: length)는 다음과 같다.
{\displaystyle \operatorname {length} [\gamma ]=\int _{a}^{b}F(\gamma (t),{\dot {\gamma }}(t))\,dt}
곡선의 길이는 매개변수화에 대하여 불변이다. 즉, 임의의 미분 동형 {\displaystyle s\colon [a,b]\to [a',b']}에 대하여, {\displaystyle \operatorname {length} [\gamma \circ s]=\operatorname {length} [\gamma ]}이다.
임의의 두 점 {\displaystyle x,y\in M} 사이의 거리(영어: distance) {\displaystyle \operatorname {dist} (x,y)}는 두 점 사이를 잇는 곡선들의 길이들의 하한이다.
{\displaystyle \operatorname {dist} (x,y)=\inf _{\gamma \colon [0,1]\to M}^{\gamma (0)=x,\;\gamma (1)=y}L(\gamma )}
그렇다면, {\displaystyle (M,\operatorname {dist} )}는 길이 거리 공간을 이룬다. 따라서, 측지선의 개념을 정의할 수 있다. 측지선은 다음과 같은 에너지 범함수에 대한 오일러-라그랑주 방정식을 만족시킨다.
{\displaystyle E[\gamma ]={\frac {1}{2}}\int _{a}^{b}\left(F(\gamma (t),{\dot {\gamma }}(t))\right)^{2}\,dt}

### 기본 텐서
핀슬러 다양체 {\displaystyle (M,F)}가 주어졌을 때, {\displaystyle {\tfrac {1}{2}}F^{2}}의 접공간 방향의 헤세 행렬은 {\displaystyle TM\setminus M} 위에 다음과 같은 대칭 (0,2)-텐서 {\displaystyle g}를 이루며, 이를 기본 텐서(영어: fundamental tensor)라고 한다.
{\displaystyle (g|_{x,v})_{ij}={\frac {1}{2}}{\frac {}{\partial v^{i}\partial v^{j}}}F^{2}\qquad \forall (x,v)\in TM}
이는 접공간 방향에서 무게 0으로 동차이므로, 이는 사실 사영 접다발
{\displaystyle PTM={\frac {TM\setminus M}{(x,v)\sim (x,\lambda v)\;\forall \lambda \in \mathbb {R} ^{+}}}}
위에 정의된다. 반대로, 동차 함수에 대한 오일러 정리에 따라서
{\displaystyle F(x,v)^{2}=\sum _{ij}g_{ij}(x,v)v^{i}v^{j}}
가 된다. 즉, 기본 텐서로부터 핀슬러 구조 전체를 재구성할 수 있다.
기본 형식이 {\displaystyle TM} 위에서 양의 정부호라면, {\displaystyle (M,F)}를 강하게 볼록 핀슬러 다양체(영어: strongly convex Finsler manifold)라고 한다. 일부 문헌에서는 핀슬러 다양체의 정의에 강한 볼록성 조건을 추가하기도 한다.

### 힐베르트 형식
핀슬러 다양체 {\displaystyle (M,F)}의 사영 접다발 {\displaystyle PTM} 위에 다음과 같은 힐베르트 형식(영어: Hilbert form)이라는 1차 미분 형식을 정의할 수 있다.
{\displaystyle \omega =\sum _{i}{\frac {\partial F(x,v)}{\partial v^{i}}}dx^{i}}
{\displaystyle \omega }의 외미분 {\displaystyle d\omega }는 일종의 에레스만 접속을 정의한다.

## 예
모든 리만 다양체 {\displaystyle (M,g)}는 다음과 같은 핀슬러 함수로 자연스럽게 핀슬러 다양체를 이룬다.
{\displaystyle F(x,v)=g|_{x}(v,v)\qquad \forall (x,v)\in TM}
반대로, 리만 계량을 핀슬러 함수로부터 재구성할 수 있다. 따라서, 핀슬러 다양체는 리만 다양체의 개념의 일반화이다.

### 란데르스 다양체
리만 다양체 {\displaystyle (M,g)} 위에 1차 미분 형식 {\displaystyle b\in \Omega ^{1}M}이 주어졌으며, 또한
{\displaystyle g^{-1}(b,b)|_{x}\leq 1\qquad \forall x\in M}
이라고 하자. 그렇다면, 다음과 같은 함수는 핀슬러 함수를 이룬다.
{\displaystyle F\colon (x,v)\mapsto {\sqrt {g^{-1}(b,b)}}|_{x}+b(v)}
이러한 꼴의 핀슬러 다양체를 란데르스 다양체(영어: Randers manifold)라고 한다. 이는 노르웨이의 군나르 란데르스(노르웨이어: Gunnar Randers)가 도입하였다.

### 복소다양체 위의 계량
복소다양체 위의 카라테오도리 계량과 고바야시 계량은 (만약 매끄럽다면) 핀슬러 계량을 이룬다.

## 역사
독일의 수학자 파울 핀슬러(독일어: Paul Finsler, 1894~1970)가 1918년 박사 학위 논문에서 연구하였다. 이후 1933년에 엘리 카르탕이 "핀슬러 공간"(프랑스어: espace de Finsler)이라는 용어를 도입하였다.

## 참고 문헌
1. ↑  Randers, Gunnar (1941). “On an Asymmetrical Metric in the Four-Space of General Relativity”. 《Physical Review》 (영어) 59 (2): 195–199. doi:10.1103/PhysRev.59.195.
2. ↑  Finsler, Paul (1918). 《Über Kurven und Flächen in allgemeinen Räumen》. 괴팅겐 대학교 박사 학위 논문 (지도 교수 콘스탄티노스 카라테오도리). O. Füssli. JFM 46.1131.02.
3. ↑  Cartan, Élie (1933). “Sur les espaces de Finsler”. 《Comptes Rendus de l’Académie des Sciences》 (프랑스어) 196: 582–586. Zbl 0006.22501.

- Bao, David; Chern, Shiing-Shen; Shen, Zhongmin (2000). 《An introduction to Riemann–Finsler geometry》. Graduate Texts in Mathematics (영어) 200. Springer. doi:10.1007/978-1-4612-1268-3. ISBN 0-387-98948-X. ISSN 0072-5285.
- Rund, Hanno (1959). 《The differential geometry of Finsler spaces》. Die Grundlehren der Mathematischen Wissenschaften (영어) 101. Springer. doi:10.1007/978-3-642-51610-8. ISBN 978-3-642-51612-2. ISSN 0072-7830.
- Shen, Zhongmin (2001). 《Lectures on Finsler geometry》 (영어). World Scientific. doi:10.1142/4619. ISBN 978-981-02-4530-6.
- Chern, Shiing-Shen (1996년 9월). “Finsler geometry is just Riemannian geometry without the quadratic restriction” (PDF). 《Notices of the American Mathematical Society》 (영어) 43 (9): 959–963.
- Bao, David; Bryant, Robert L.; Chern, Shiing-Shen; Shen, Zhongmin (2010년 9월). 《A sampler of Riemann–Finsler geometry》. Mathematical Sciences Research Institute Publications (영어). Cambridge University Press. ISBN 978-052116873-1.